# Smortawa
Smortawa – rzeka, prawy dopływ Odry o długości 38,72 km.
Źródła rzeki znajdują się w okolicach Świerczowa na Równinie Opolskiej. Płynie przez Bory Stobrawskie, niemal cały odcinek wśród lasów: koło Książkowic, przez Barucice, koło Dobrzynia, przysiółka Leśna Woda. Na tym odcinku rzeczka jest stosunkowo wąska, ma od 2 do kilku metrów szerokości. Na Ziemi Brzeskiej w okolicach Dobrzynia płynie prawą krawędzią Pradoliny Wrocławskiej, zajmując starorzecza Odry. Za przysiółkiem Leśna Woda tworzy szeroki i długi aż do Bystrzycy zalew. Uchodzi do Odry w okolicy Jelcza-Laskowic. Jej dopływami są Śmieszka i Pijawka.
W Bystrzycy nad zalewem znajdują się małe ośrodki wypoczynkowe z domkami kempingowymi. W przeszłości rzeczka spławna, obecnie dolny bieg wykorzystywany przez kajakarzy na spływy.